# Храм Рођења Пресвете Богородице у Стријежевици
Храм Рођења Пресвете Богородице у Стријежевици, насељеном месту на територији града Добоја, припада Епархији зворничко–тузланској Српске православне цркве.

## Историјат
Храм Рођења Пресвете Богородице се налази на највишем брду у Стријежевици и осамљен је у боровој шуми. Место данашњег храма је од давнина коришћено као молитвиште. Градња је почела 2. новембра 1991. године према пројекту архитекте Саве Кривокапића из Добоја. Освештао га је епископ зворничко-тузлански Василије Качавенда 18. септембра 1994. године. Иконостас од храстовине су израдили Бошко Симић из Костајнице, који је радио дрвену конструкцију, и Томо Јосић из Церовице, који је радио дуборез. Иконе на иконостасу је осликао Александар Васиљевић из Добоја.